# In Love (Lura)
In Love è il secondo album in studio della cantante Lura. L'album, pubblicato nel 2002, è il primo inciso dalla cantante di origini capoverdiane con l'etichetta Lusafrica.

## Tracce
1. Lisboa (testo: Lura – musica: R. Job)
2. Tardi Dimas (R. Job)
3. The Way You Move (Lura)
4. Ser Algen (testo: Lura, R. Job – musica: R. Job)
5. Play My Mind (feat. Rob Antoine) (testo: Lura – musica: R. Job)
6. Um Dob Tude (testo: Lura, R. Job – musica: R. Job)
7. Asas d'Amor (feat. Ky-Mani Marley) (testo: Lura, R. Job – musica: R. Job)
8. In Love (testo: Lura – musica: R. Job)
9. Camim di Bo Sorriso (T. Chantre)
10. Cabo Verde (R. Teixeira)
11. Ma'n Ba des Bes Kumida Da (M. Lopes Andrade)
12. Tabanka Assigo (testo: M. Lopes Andrade, J.C. Rodrigues – musica: M. Lopes Andrade)